# Qasr as-Sir
Qasr as-Sir sau Kasr as-Sir (în arabă:قصر السر, în ebraică:קסר א-סיר) este un sat de beduini arabi din Israel, aflat în regiunea Neghev, pe Muntele Neghevului de nord, pe laturile văii Wadi Arara. Așezarea se află în  aria de răspândire a tribului beduin Hawashla, la 5 km vest de orașul Dimona. După ce a fost recunoscut de stat, a depins de consiliul regional Abu Basma, iar din 2012 depinde juridic de consiliul regional Neve Midbar.
Localitatea este situată la 70 km de litoralul Mării Mediterane, la 112 km de centrul Tel Avivului și la 25 km de Beer Sheva. 
Satul se numește după o veche cetățuie  („Cetatea misterului”) ale cărei ruine se află în perimetrul satului. În 2019  satul număra 2,460 locuitori. Alte surse vorbesc despre 450-500 familii din tribul Hawashla cu un număr total de 3600 persoane. 

### Numele
Așezarea se numea uneori Hawashla dupa numele tribului care o populează. Numele actual vine de la ruinele cetățuii Qasr as-Sir - Cetățuia misterului - în ebraică  Metzad Shorer.

### Istoria
În vreme dominației otomane în Palestina și apoi in timpul Mandatului britanic asupra Palestinei, locul era un punct de control al drumului deșertic din apropiere. Unii membri ai tribului local s-au alăturat unor unități militare britanice.
În anii 1950, după Războiul de Independență, în care a izgonit forțele invadatoare egiptene și a cucerit deșertul Neghev, Statul Israel a expropriat pământurile tribului beduin Hawashla și în timpul guvernământului militar (1949-1965) a concentrat pe membrii acestui trib în această așezare. În 2003 se aflau aici 200 familii de beduini și așezarea era încă nerecunoscută ca legală de către autorități.
La 29 septembrie 2003 guvernul israelian a recunoscut ca legale opt așezări suplimentare ale beduinilor din nordul deșertului Neghev. Cu aceasta au fost autorizate instalarea de canalizare, electrificarea  si construirea de drumuri. În iulie 2013 în fruntea satului s-a aflat Ibrahim Al-Hawashla.

### Arheologie
În așezare s-au găsit din vechime niște peșteri servind depozitării de produse agricole și niște locuri de colectare a apei de ploaie. S_au găsit în localitate relicve din epoca bizantină

### Servicii
Satul are un cabinet medical cu un medic, un cabinet pentru mame și copii, o școală medie , două școli primare, grădinițe, de asemenea o moschee temporară neoficială.
Există o pompă pentru furnizarea continuă de apă potabilă, iar electricitatea provine din energia solară.
In trecut locuitorii trăiau în corturi sau în case din chirpici, în prezent locuiesc în case din cărămidă, sau de tinichea din fier și zinc. În prezent Asociația Bustan încurajează locuitorii sa înlocuiască tinicheaua cu construcția tradițională din chirpici, reluată la un standard mai înalt și ecologică.

### Economia
Locuitorii lucrează mai ales în orașele evreiești din jur, unii sunt șomeri sau au deschis prăvălii și cafenele private.